# James Olson
Pour les articles homonymes, voir Olson.
James Olson, né le 8 octobre 1930 à Evanston, dans l'Illinois et mort le 17 avril 2022 à Malibu (Californie), est un acteur américain.

## Biographie
Olson a servi dans la police militaire entre 1952 et 1954, puis figuré dans des seconds rôles au théâtre à  Chicago avant sa première apparition au cinéma dans Opération requins (1956).
Il accumule désormais les rôles : parmi ses principales interprétations sur la scène de  Broadway, il y a lieu de citer Of Love Remembered (1967), Slapstick Tragedy (1966), Les Trois Sœurs (1964), The Chinese Prime Minister (1964), Romulus (1962), J.B. (1958), The Sin of Pat Muldoon (1957) et The Young and Beautiful (1955).
Il donne la réplique à Joanne Woodward dans Rachel, Rachel, nommé aux Oscars en 1968. Il fit de nombreuses apparitions à la télévision avant de prendre sa retraite en 1990.

## Filmographie

### Cinéma
- 1968 : Demain ce seront des hommes de Jack Garfein : cadet Roger Gatt
- 1968 : Rachel, Rachel de Paul Newman : Nick Kazlik
- 1969 : Alerte Satellite 02 de Roy Ward Baker : capitaine William H Kemp
- 1971 : Deux Hommes dans l'Ouest de Blake Edwards : Joe Billings
- 1971 : Le Mystère Andromède de Robert Wise : Dr Mark Hall
- 1972 : Requiem pour un espion de Lamont Johnson : le sénateur Stanton
- 1981 : Ragtime de Miloš Forman : le père de famille
- 1982 : Amityville 2 : Le Possédé de Damiano Damiani: père Adamsky
- 1985 : Commando  de Mark L. Lester : général Franklin Kirby
- 1987 : Rachel River de Sandy Smolan (en) : Jack Canon

### Télévision
- 1969 : Le Virginien : saison 7 épisode 20 (The land dreamer) : Hosea McKinley
- 1972 : Columbo : Symphonie en noir : Paul Rifkin
- 1972 : Les Rues de San Francisco : Loren Graham / Docteur Rabb
- 1979 : La Petite Maison dans la prairie : le guérisseur / révérend Danforth
- 1983 : Cave-In! de Georg Fenady : Tom Arlen
- 1986 : Le Bras armé de la loi (One Police Plaza) de Jerry Jameson